# Cabo Verde Express
Cabo Verde Express è una compagnia aerea regionale capoverdiana con sede a Espargos. L'hub principale della compagnia è situato presso l'aeroporto internazionale Amílcar Cabral di Ilha do Sal, gestisce voli nazionali di linea e charter.

## Storia
Cabo Verde Express fu fondata nel 1998 da Jean-Christophe Bartz, pilota di linea e imprenditore con numerosi interessi nel settore aereo in Africa occidentale. Le operazioni iniziarono con un solo Cessna 208 Caravan (immatricolato come D4-CBJ). Pochi mesi dopo, fu introdotto un Let L 410 di fabbricazione ceca. La compagnia impiegava 14 piloti, di cui 2 freelance.
La compagnia ebbe una rapida crescita sotto il comando del Capitano JC Bartz e contribuì attivamente nel settore turistico dell'isola di Boa Vista. Il Capitano JC Bartz vendette la compagnia aerea nel 2007 al gruppo portoghese Omni Aviação, già proprietario di "White Airways".

## Destinazioni
Al 2025, Cabo Verde Express opera verso le seguenti destinazioni, tutte situate all'interno di Capo Verde:
- Boa Vista
- Fogo
- Maio
- Santiago (Capo Verde)
- Ilha do Sal
- São Nicolau
- São Vicente

## Flotta
A giugno 2025, la flotta di Cabo Verde Express è composta dai seguenti aeromobili:
| Aereo     | Totale | Passeggeri | Note |
| --------- | ------ | ---------- | ---- |
| Let L 410 | 3      | 19         |      |